# 遂城遗址 (东平)
遂城遗址位于山东省东平县接山镇上遂城村南250米，为周朝诸侯国遂国的都城遗址。
遂城遗址呈台状地形，高出地面3米左右。曾被评为为东平县县级重點文物保护单位，现为第四批泰安市文物保护单位。
上遂城村周圍還存在有漢墓，但近年來多次被盜。

## 出土文物
在遂城遺址出土了灰色器物陶片，主要有罐口、豆盘、豆柄、鬲口沿器物陶片，以及饰绳纹的灰黑色陶砖。此外，附近田野中時常能夠發現古代箭鏃。